# Chile sobre Rieles
Chile sobre Rieles fue una iniciativa del Gobierno de Chile durante el segundo gobierno de Sebastián Piñera orientada a promover y revitalizar el uso del transporte ferroviario en el país.
Lanzada en 2019 por el Ministerio de Transportes y Telecomunicaciones junto con la Empresa de los Ferrocarriles del Estado (EFE), el plan buscó fortalecer el sistema ferroviario nacional, tanto para el transporte de pasajeros como de carga, presentando 27 proyectos de infraestructura y seguridad.

## Contexto
El sistema ferroviario chileno tuvo una amplia expansión durante los siglos XIX y XX, llegando a ser una de las redes más extensas de América Latina. Sin embargo, a partir de la década de 1970, su uso decayó significativamente debido a la priorización del transporte carretero, la falta de inversión pública y el abandono progresivo de varias rutas.
A comienzos de la década de 2010, en un contexto de crisis climática, congestión urbana y descentralización territorial, el tren volvió a posicionarse como una alternativa estratégica de transporte en ese país. En ese contexto, el proyecto «Chile sobre Rieles» surgió como un programa estatal para revitalizar el sistema ferroviario chileno.

## Historia

### Orígenes
En 2011, el ministerio de Transportes y Telecomunicaciones presentó el denominado «Master Plan Ferroviario», un plan de desarrollo ferroviario en Chile con tres ejes principales: desarrollo de trenes de cercanía, potenciar el transporte de carga y disminuir drásticamente las pérdidas de la Empresa de los Ferrocarrilles del Estado.
En el programa de inversiones, EFE orientó los servicios de pasajeros a satisfacer las necesidades de movilidad urbana y suburbana debido a la expansión y creciente congestión de las principales ciudades chilenas, incluyendo proyectos como el Tren Nos-Estación Central.
Tras la regreso de Sebastián Piñera a la presidencia, una nueva estrategia enfocada en rutas para mercancías asociadas a la minería, contenedores e industria forestal comenzó a ser diseñada.

### Anuncio oficial (2019)
El 3 de septiembre de 2019, el presidente Sebastián Piñera realizó un simbólico viaje entre Estación Central y Melipilla a bordo del histórico Coche Presidencial, que data de 1923, junto a la ministra de Transportes y Telecomunicaciones, Gloria Hutt, y el presidente de la Empresa de los Ferrocarriles del Estado, Pedro Pablo Errázuriz.
Al finalizar, el presidente anunció un plan de inversiones ferroviarias por 5 mil millones de dólares y que permitiría permitirá llegar a 150 millones de usuarios en 2027 y duplicar la carga transportada, llegando a más de 21 millones de toneladas.

### Desarrollo (2019-2022)
En septiembre de 2021, fueron entregados tres nuevos trenes eléctricos para el servicio Victoria-Temuco. Al mes siguiente, entraron en servicio 9 nuevos trenes eléctricos para la flota del Biotren y 3 para el servicio Talcahuano-Laja, alcanzando una inversión total de US$87 millones.
Adicionalmente, en 2022, se entregaron seis nuevos trenes para el servicio Rancagua-Estación Central y en 2024, otros tres más.
A nivel de servicios, EFE comenzó a desarrollar un plan nacional de renovación de infraestructura, incluyendo pasos a nivel con barreras automatizadas, rehabilitación de puentes y la renovación de la vía férrea en distintos sectores del país.

### Sucesión (2022)
Tras el cambio de mando presidencial en marzo de 2022, el presidente Gabriel Boric anunció en su primera cuenta pública el proyecto «Trenes para Chile», el cual hereda proyectos originalmente presentados en «Chile sobre Rieles» e incluye otros nuevos como la extensión del Tren Limache-Puerto a La Calera y la licitación del retorno del tren Valparaíso-Santiago.

## Proyectos destacados

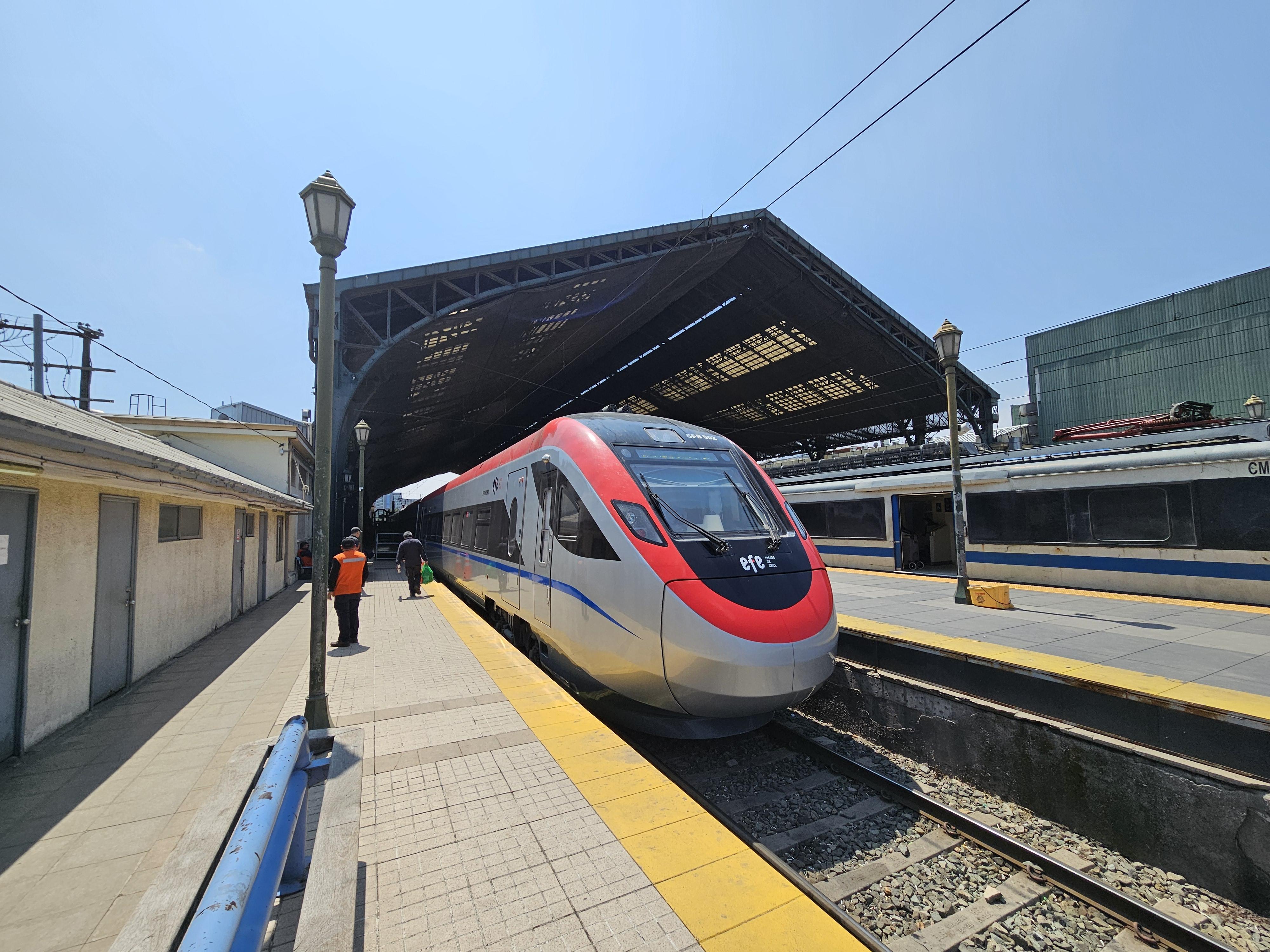
Tren BMU del servicio Chillán-Estación Central en Santiago.

Algunos de los proyectos impulsados bajo el marco de "Chile sobre Rieles" incluyeron:
- Tren Santiago–Melipilla, conocido actualmente como tren Melipilla-Estación Central, en la Región Metropolitana de Santiago.
- Construcción del nuevo Puente Ferroviario de Biobío.
- Modernización del entonces tren Rancagua–Chillán, actual tren Chillán-Estación Central para ofrecer mayor frecuencia y menor tiempo de viaje.
- Mejoras en la frecuencia y extensión del Biotren en la región del Biobío.
- Estudios para el retorno del tren Valparaíso-Santiago y el tren Llanquihue-Puerto Montt.
- Estudios para una red de trenes de cercanía en distintas ciudades intermedias del país.

## Objetivos
El plan contempló una serie de inversiones y proyectos enfocados en:
- Triplicar la cantidad de pasajeros transportados
- Contar por primera vez en la historia con toda la flota de trenes de pasajeros nuevos en todo Chile
- Duplicar la carga transportada
- Consolidar a EFE como una empresa sostenible financieramente.